# Masters de Cincinnati
El Masters de Cincinnati (denominado también Cincinnati Masters) es un torneo oficial de tenis que se celebra anualmente en el suburbio de Mason en Cincinnati, en el estado de Ohio (Estados Unidos). El evento se lleva a cabo en un complejo situado cerca del parque temático Kings Island y forma parte del ATP Tour Masters 1000, siendo el séptimo que se celebra en la temporada. Sirve como preparación al Abierto de Estados Unidos, y se celebra después del Masters de Canadá. Es organizado por la Asociación de Tenis de los Estados Unidos.
El torneo comenzó a disputarse en su modalidad masculina en el año 1899, mientras que la competencia femenina empezó al siguiente año. Sin embargo, esta última dejó de jugarse en los periodos 1974-1987 y 1989-2003, aunque se volvió a jugar a partir del año 2004. Los torneos de hombres y mujeres se disputan en distintas semanas en los meses de julio o agosto de cada año.
El torneo se disputa sobre canchas duras aunque se disputó en canchas lentas en las ediciones 1970-1973 y 1976-1978. El jugador con más títulos en individuales es Roger Federer con 7.

## Historia
El torneo comenzó a disputarse en 1899 bajo el nombre de Tri-State Tennis Tournament, el cual se desarrollaría para llegar al evento que se disputa actualmente en Mason. Originalmente, los partidos se jugaban en el Avondale Athletic Club, aunque luego se cambió la sede varias veces, al igual que la superficie sobre la cual se disputaban los partidos. Como en la mayoría de los torneos de la época, el Tri-State se disputaba en sus inicios sobre césped.
En 1903, la sede del torneo se mudó al Cincinnati Tennis Club, en donde los partidos se jugaban en tierra batida. Casi 70 años después, en el año 1972, un nuevo traslado lo llevó al Queen City Raquet Club, en la localidad de Sharonville. Dificultades financieras forzaron una nueva mudanza dos años después, al Cincinnati Convention Center, al tiempo que se dejó de disputar el torneo femenino. En 1975, el torneo se trasladó a Old Coney, al tiempo que comenzaba a ganar fuerzas nuevamente.
Fue en el año 1979 cuando el torneo se trasladó al escenario donde se lleva actualmente, en Mason. La competeción femenina se recuperó por un solo año en 1988 para desaparecer de nuevo. Los organizadores decidieron construir un estadio permanente, al cual tiempo después se sumaron otros dos. Esto hace del Masters de Cincinnati el único torneo (además de los cuatro Grand Slams) que cuenta con tres estadios permanentes, denominados en este caso Center Court, Grandstand Court y Court 3.
En 2022, el torneo fue vendido por la USTA a Beemok Capital de Ben Navarro; en 2023, el torneo propuso una financiación estatal adicional de 22,5 millones de dólares para ayudar a cubrir una propuesta de expansión de 150 millones de dólares al Lindner Family Tennis Center.
En octubre de 2023, Beemok anunció que el torneo se mantendría en Mason y que ampliaría el formato a 12 días, tanto para hombres como para mujeres, con un cuadro que pasaría de 56 a 96 jugadores a partir de 2025. Como parte del acuerdo, Western & Southern acordó finalizar su patrocinio principal. Por ello, y en conmemoración del 125.º aniversario del torneo, la marca "Western & Southern Open" se eliminó en 2024 para volver al nombre Cincinnati Open. En 2022, el torneo fue adquirido por Beemok Capital. A partir de 2025, el Masters de Cincinnati se expandirá a un formato de 12 días, con cuadros de 96 jugadores tanto para hombres como para mujeres. Además, en 2024, la marca "Western & Southern Open" fue eliminada, volviendo a su nombre original "Cincinnati Open".

## Palmarés

### Individual masculino
| Año                       | Campeón          | Subcampeón          | Resultado           |
| ------------------------- | ---------------- | ------------------- | ------------------- |
| ↓ Circuito Grand Prix ↓   |                  |                     |                     |
| 1970                      | Ken Rosewall     | Cliff Richey        | 7-9, 9-7, 8-6       |
| 1971                      | Stan Smith       | Juan Gisbert, Sr.   | 7-6, 6-3            |
| 1972                      | Jimmy Connors    | Guillermo Vilas     | 6-3, 6-3            |
| 1973                      | Ilie Nastase     | Manuel Orantes      | 5-7, 6-3, 6-4       |
| 1974                      | Marty Riessen    | Robert Lutz         | 7-6, 7-6            |
| 1975                      | Tom Gorman       | Sherwood Stewart    | 7-5, 2-6, 6-4       |
| 1976                      | Roscoe Tanner    | Eddie Dibbs         | 7-6, 6-3            |
| 1977                      | Harold Solomon   | Mark Cox            | 6-2, 6-3            |
| 1978                      | Eddie Dibbs      | Raúl Ramírez        | 5-7, 6-3, 6-2       |
| 1979                      | Peter Fleming    | Roscoe Tanner       | 6-4, 6-2            |
| 1980                      | Harold Solomon   | Francisco González  | 7-6, 6-3            |
| 1981                      | John McEnroe     | Chris Lewis         | 6-3, 6-4            |
| 1982                      | Ivan Lendl       | Steve Denton        | 6-2, 7-6            |
| 1983                      | Mats Wilander    | John McEnroe        | 6-4, 6-4            |
| 1984                      | Mats Wilander    | Anders Jarryd       | 7-6, 6-3            |
| 1985                      | Boris Becker     | Mats Wilander       | 6-4, 6-2            |
| 1986                      | Mats Wilander    | Jimmy Connors       | 6-4, 6-1            |
| 1987                      | Stefan Edberg    | Boris Becker        | 6-4, 6-1            |
| 1988                      | Mats Wilander    | Stefan Edberg       | 3-6, 7-6, 7-6       |
| 1989                      | Brad Gilbert     | Stefan Edberg       | 6-4, 2-6, 7-6       |
| ↓ ATP Tour Masters 1000 ↓ |                  |                     |                     |
| 1990                      | Stefan Edberg    | Brad Gilbert        | 6-1, 6-1            |
| 1991                      | Guy Forget       | Pete Sampras        | 2-6, 7-6, 6-4       |
| 1992                      | Pete Sampras     | Ivan Lendl          | 6-3, 3-6, 6-3       |
| 1993                      | Michael Chang    | Stefan Edberg       | 7-5, 0-6, 6-4       |
| 1994                      | Michael Chang    | Stefan Edberg       | 6-2, 7-5            |
| 1995                      | Andre Agassi     | Michael Chang       | 7-5, 6-2            |
| 1996                      | Andre Agassi     | Michael Chang       | 7-6, 6-4            |
| 1997                      | Pete Sampras     | Thomas Muster       | 6-3, 6-4            |
| 1998                      | Patrick Rafter   | Pete Sampras        | 1-6, 7-6, 6-4       |
| 1999                      | Pete Sampras     | Patrick Rafter      | 7-6, 6-3            |
| 2000                      | Thomas Enqvist   | Tim Henman          | 7-6, 6-4            |
| 2001                      | Gustavo Kuerten  | Patrick Rafter      | 6-1, 6-3            |
| 2002                      | Carlos Moyá      | Lleyton Hewitt      | 7-5, 7-6            |
| 2003                      | Andy Roddick     | Mardy Fish          | 4-6, 7-6, 7-6       |
| 2004                      | Andre Agassi     | Lleyton Hewitt      | 6-3, 3-6, 6-2       |
| 2005                      | Roger Federer    | Andy Roddick        | 6-3, 7-5            |
| 2006                      | Andy Roddick     | Juan Carlos Ferrero | 6-3, 6-4            |
| 2007                      | Roger Federer    | James Blake         | 6-1, 6-4            |
| 2008                      | Andy Murray      | Novak Djokovic      | 7-6, 7-6            |
| 2009                      | Roger Federer    | Novak Djokovic      | 6-1, 7-5            |
| 2010                      | Roger Federer    | Mardy Fish          | 6-7, 7-6, 6-4       |
| 2011                      | Andy Murray      | Novak Djokovic      | 6-4, 3-0, ret.      |
| 2012                      | Roger Federer    | Novak Djokovic      | 6-0, 7-6            |
| 2013                      | Rafael Nadal     | John Isner          | 7-6(8), 7-6(3)      |
| 2014                      | Roger Federer    | David Ferrer        | 6-3, 1-6, 6-2       |
| 2015                      | Roger Federer    | Novak Djokovic      | 7-6(1), 6-3         |
| 2016                      | Marin Čilić      | Andy Murray         | 6-4, 7-5            |
| 2017                      | Grigor Dimitrov  | Nick Kyrgios        | 6-3, 7-5            |
| 2018                      | Novak Djokovic   | Roger Federer       | 6-4, 6-4            |
| 2019                      | Daniil Medvédev  | David Goffin        | 7-6(3), 6-4         |
| 2020                      | Novak Djokovic   | Milos Raonic        | 1-6, 6-3, 6-4       |
| 2021                      | Alexander Zverev | Andrey Rublev       | 6-2, 6-3            |
| 2022                      | Borna Ćorić      | Stefanos Tsitsipas  | 7-6(0), 6-2         |
| 2023                      | Novak Djokovic   | Carlos Alcaraz      | 5-7, 7-6(7), 7-6(4) |
| 2024                      | Jannik Sinner    | Frances Tiafoe      | 7-6(4), 6-2         |
| 2025                      | Carlos Alcaraz   | Jannik Sinner       | 5-0, ret.           |

### Individual femenino
| Año  | Campeona          | Subcampeona         | Resultado        |
| ---- | ----------------- | ------------------- | ---------------- |
| 2004 | Lindsay Davenport | Vera Zvonareva      | 6-3, 6-2         |
| 2005 | Patty Schnyder    | Akiko Morigami      | 6-4, 6-0         |
| 2006 | Vera Zvonareva    | Katarina Srebotnik  | 6-2, 6-4         |
| 2007 | Anna Chakvetadze  | Akiko Morigami      | 6-1, 6-3         |
| 2008 | Nadia Petrova     | Nathalie Dechy      | 6-2, 6-1         |
| 2009 | Jelena Janković   | Dinara Sáfina       | 6-4, 6-2         |
| 2010 | Kim Clijsters     | María Sharápova     | 2-6, 7-6(4), 6-2 |
| 2011 | María Sharápova   | Jelena Janković     | 4-6, 7-6(3), 6-3 |
| 2012 | Na Li             | Angelique Kerber    | 1-6, 6-3, 6-1    |
| 2013 | Victoria Azarenka | Serena Williams     | 2-6, 6-2, 7-6(6) |
| 2014 | Serena Williams   | Ana Ivanović        | 6-4, 6-1         |
| 2015 | Serena Williams   | Simona Halep        | 6-3, 7-6(5)      |
| 2016 | Karolína Plíšková | Angelique Kerber    | 6-3, 6-1         |
| 2017 | Garbiñe Muguruza  | Simona Halep        | 6-1, 6-0         |
| 2018 | Kiki Bertens      | Simona Halep        | 2-6, 7-6(6), 6-2 |
| 2019 | Madison Keys      | Svetlana Kuznetsova | 7-5, 7-6(5)      |
| 2020 | Victoria Azarenka | Naomi Osaka         | ret.             |
| 2021 | Ashleigh Barty    | Jil Teichmann       | 6-3, 6-1         |
| 2022 | Caroline Garcia   | Petra Kvitová       | 6-2, 6-4         |
| 2023 | Coco Gauff        | Karolína Muchová    | 6-3, 6-4         |
| 2024 | Aryna Sabalenka   | Jessica Pegula      | 6-3, 7-5         |
| 2025 | Iga Świątek       | Jasmine Paolini     | 7-5, 6-4         |

### Dobles masculino
| Año                       | Campeones                            | Subcampeones                      | Resultado              |
| ------------------------- | ------------------------------------ | --------------------------------- | ---------------------- |
| ↓ Circuito Grand Prix ↓   |                                      |                                   |                        |
| 1970                      | Ilie Năstase Ion Ţiriac              | Bob Hewitt Frew McMillan          | 6-3, 6-4               |
| 1971                      | Stan Smith Erik Van Dillen           | Sandy Mayer Roscoe Tanner         | 6-4, 6-4               |
| 1972                      | Bob Hewitt Frew McMillan             | Paul Gerken Humphrey Hose         | 7-6, 6-4               |
| 1973                      | John Alexander Phil Dent             | Brian Gottfried Raúl Ramírez      | 1-6, 7-6, 7-6          |
| 1974                      | Dick Dell Sherwood Stewart           | James Delaney John Whitlinger     | 4-6, 7-6, 6-2          |
| 1975                      | Phil Dent Cliff Drysdale             | Marcello Lara Joaquín Loyo-Mayo   | 7-6, 6-4               |
| 1976                      | Stan Smith Erik Van Dillen           | Eddie Dibbs Harold Solomon        | 6-1, 6-1               |
| 1977                      | John Alexander Phil Dent             | Bob Hewitt Roscoe Tanner          | 6-3, 7-6               |
| 1978                      | Gene Mayer Raúl Ramírez              | Ismail El Shafei Brian Fairlie    | 6-3, 6-3               |
| 1979                      | Brian Gottfried Ilie Năstase         | Bob Lutz Stan Smith               | 1-6, 6-3, 7-6          |
| 1980                      | Bruce Manson Brian Teacher           | Wojtek Fibak Ivan Lendl           | 6-7, 7-5, 6-4          |
| 1981                      | John McEnroe Ferdi Taygan            | Bob Lutz Stan Smith               | 7-6, 6-3               |
| 1982                      | Peter Fleming John McEnroe           | Steve Denton Mark Edmondson       | 6-2, 6-3               |
| 1983                      | Victor Amaya Tim Gullikson           | Carlos Kirmayr Cassio Motta       | 6-4, 6-3               |
| 1984                      | Francisco González Matt Mitchell     | Sandy Mayer Balázs Taróczy        | 4-6, 6-3, 7-6          |
| 1985                      | Stefan Edberg Anders Järryd          | Joakim Nyström Mats Wilander      | 4-6, 6-2, 6-3          |
| 1986                      | Mark Kratzmann Kim Warwick           | Christo Steyn Danie Visser        | 6-3, 6-4               |
| 1987                      | Ken Flach Robert Seguso              | Steve Denton John Fitzgerald      | 7-5, 6-3               |
| 1988                      | Rick Leach Jim Pugh                  | Jim Grabb Patrick McEnroe         | 6-2, 6-4               |
| 1989                      | Ken Flach Robert Seguso              | Pieter Aldrich Danie Visser       | 6-4, 6-4               |
| ↓ ATP Tour Masters 1000 ↓ |                                      |                                   |                        |
| 1990                      | Darren Cahill Mark Kratzmann         | Neil Broad Gary Muller            | 7-6, 6-4               |
| 1991                      | Ken Flach Robert Seguso              | Grant Connell Glenn Michibata     | 6-3, 6-4               |
| 1992                      | Todd Woodbridge Mark Woodforde       | Patrick McEnroe Jonathan Stark    | 7-6, 6-4               |
| 1993                      | Andre Agassi Petr Korda              | Stefan Edberg Henrik Holm         | 6-4, 7-6               |
| 1994                      | Alex O'Brien Sandon Stolle           | Wayne Ferreira Mark Kratzmann     | 7-6, 3-6, 6-3          |
| 1995                      | Todd Woodbridge Mark Woodforde       | Mark Knowles Daniel Nestor        | 6-4, 6-4               |
| 1996                      | Mark Knowles Daniel Nestor           | Sandon Stolle Cyril Suk           | 6-2, 7-5               |
| 1997                      | Todd Woodbridge Mark Woodforde       | Mark Philippoussis Patrick Rafter | 6-4, 6-2               |
| 1998                      | Mark Knowles Daniel Nestor           | Olivier Delaître Fabrice Santoro  | 6-7, 6-4, 6-4          |
| 1999                      | Byron Black Jonas Björkman           | Todd Woodbridge Mark Woodforde    | 6-1, 2-6, 7-6          |
| 2000                      | Todd Woodbridge Mark Woodforde       | Ellis Ferreira Rick Leach         | 7-6, 6-4               |
| 2001                      | Mahesh Bhupathi Leander Paes         | Martin Damm David Prinosil        | 7-6, 6-3               |
| 2002                      | James Blake Todd Martin              | Mahesh Bhupathi Max Mirnyi        | 7-5, 6-3               |
| 2003                      | Bob Bryan Mike Bryan                 | Wayne Arthurs Paul Hanley         | 7-6, 6-4               |
| 2004                      | Mark Knowles Daniel Nestor           | Jonas Björkman Todd Woodbridge    | 7-6, 6-3               |
| 2005                      | Jonas Björkman Max Mirnyi            | Wayne Black Kevin Ullyett         | 6-4, 5-7, 6-2          |
| 2006                      | Jonas Björkman Max Mirnyi            | Bob Bryan Mike Bryan              | 7-6, 6-4               |
| 2007                      | Jonathan Erlich Andy Ram             | Bob Bryan Mike Bryan              | 6-1, 6-4               |
| 2008                      | Bob Bryan Mike Bryan                 | Jonathan Erlich Andy Ram          | 4-6, 7-6(2), [10-7]    |
| 2009                      | Daniel Nestor Nenad Zimonjić         | Bob Bryan Mike Bryan              | 3-6, 7-6(2), [15-13]   |
| 2010                      | Bob Bryan Mike Bryan                 | Mahesh Bhupathi Max Mirnyi        | 6-3, 6-4               |
| 2011                      | Mahesh Bhupathi Leander Paes         | Michaël Llodra Nenad Zimonjić     | 7-6(4), 7-6(2)         |
| 2012                      | Robert Lindstedt Horia Tecau         | Mahesh Bhupathi Rohan Bopanna     | 6-4, 6-4               |
| 2013                      | Bob Bryan Mike Bryan                 | Marcel Granollers Marc López      | 6-4, 4-6, [10-4]       |
| 2014                      | Bob Bryan Mike Bryan                 | Vasek Pospisil Jack Sock          | 6-3, 6-2               |
| 2015                      | Daniel Nestor Édouard Roger-Vasselin | Marcin Matkowski Nenad Zimonjić   | 6-2, 6-2               |
| 2016                      | Ivan Dodig Marcelo Melo              | Jean-Julien Rojer Horia Tecău     | 7-6(5), 6-7(5), [10-6] |
| 2017                      | Pierre-Hugues Herbert Nicolas Mahut  | Jamie Murray Bruno Soares         | 7-6(6), 6-4            |
| 2018                      | Jamie Murray Bruno Soares            | Juan Sebastián Cabal Robert Farah | 4-6, 6-3, [10-6]       |
| 2019                      | Ivan Dodig Filip Polášek             | Juan Sebastián Cabal Robert Farah | 4-6, 6-4, [10-6]       |
| 2020                      | Pablo Carreño Álex de Miñaur         | Jamie Murray Neal Skupski         | 6-2, 7-5               |
| 2021                      | Marcel Granollers Horacio Zeballos   | Steve Johnson Austin Krajicek     | 7-6(5), 7-6(5)         |
| 2022                      | Rajeev Ram Joe Salisbury             | Tim Puetz Michael Venus           | 7-6(4), 7-6(5)         |
| 2023                      | Máximo González Andrés Molteni       | Jamie Murray Michael Venus        | 3-6, 6-1, [11-9]       |
| 2024                      | Marcelo Arévalo Mate Pavić           | Mackenzie McDonald Alex Michelsen | 6-2, 6-4               |
| 2025                      | Nikola Mektić Rajeev Ram             | Lorenzo Musetti Lorenzo Sonego    | 4-6, 6-3, [10-5]       |

### Dobles femenino
| Año  | Campeonas                          | Subcampeonas                             | Resultado           |
| ---- | ---------------------------------- | ---------------------------------------- | ------------------- |
| 2004 | Jill Craybas Marlene Weingartner   | Emmanuelle Gagliardi Anna-Lena Grönefeld | 7-5, 7-6(2)         |
| 2005 | Laura Granville Abigail Spears     | Květa Peschke María Emilia Salerni       | 3-6, 6-2, 6-4       |
| 2006 | Maria Elena Camerin Gisela Dulko   | Marta Domachowska Sania Mirza            | 6-4, 3-6, 6-2       |
| 2007 | Bethanie Mattek Sania Mirza        | Alina Jidkova Tatiana Poutchek           | 7-6(4), 7-5         |
| 2008 | María Kirilenko Nadia Petrova      | Su-Wei Hsieh Yaroslava Shvédova          | 6-4, 4-6, [10-8]    |
| 2009 | Cara Black Liezel Huber            | Nuria Llagostera María José Martínez     | 6-3, 0-6, [10-2]    |
| 2010 | Victoria Azarenka María Kirilenko  | Lisa Raymond Rennae Stubbs               | 7-6(4), 7-6(8)      |
| 2011 | Vania King Yaroslava Shvédova      | Natalie Grandin Vladimíra Uhlířová       | 6-4, 3-6, [11-9]    |
| 2012 | Andrea Hlaváčková Lucie Hradecká   | Katarina Srebotnik Jie Zheng             | 6-1, 6-3            |
| 2013 | Hsieh Su-wei Peng Shuai            | Anna-Lena Grönefeld Květa Peschke        | 2–6, 6–3, [12–10]   |
| 2014 | Raquel Kops-Jones Abigail Spears   | Tímea Babos Kristina Mladenovic          | 6-1, 2-0, ret.      |
| 2015 | Hao-Ching Chan Yung-Jan Chan       | Casey Dellacqua Yaroslava Shvédova       | 7-5, 6-4            |
| 2016 | Sania Mirza Barbora Strýcová       | Martina Hingis Coco Vandeweghe           | 7-5, 6-4            |
| 2017 | Yung-Jan Chan Martina Hingis       | Su-Wei Hsieh Monica Niculescu            | 4-6, 6-4, [10-7]    |
| 2018 | Lucie Hradecká Ekaterina Makarova  | Elise Mertens Demi Schuurs               | 6-2, 7-5            |
| 2019 | Lucie Hradecká Andreja Klepač      | Anna-Lena Grönefeld Demi Schuurs         | 6-4, 6-1            |
| 2020 | Květa Peschke Demi Schuurs         | Nicole Melichar Xu Yifan                 | 6-1, 4-6, [10-4]    |
| 2021 | Samantha Stosur Shuai Zhang        | Gabriela Dabrowski Luisa Stefani         | 7-5, 6-3            |
| 2022 | Lyudmyla Kichenok Jeļena Ostapenko | Nicole Melichar Ellen Perez              | 7-6(5), 6-3         |
| 2023 | Alycia Parks Taylor Townsend       | Nicole Melichar Ellen Perez              | 6-7(1), 6-4, [10-6] |
| 2024 | Asia Muhammad Erin Routliffe       | Leylah Fernandez Yulia Putintseva        | 3-6, 6-1, [10-4]    |
| 2025 | Gabriela Dabrowski Erin Routliffe  | Guo Hanyu Alexandra Panova               | 6-4, 6-3            |

## Ganadores múltiples en individuales

### Masculino
| Jugador        | Títulos | Subtítulos | Años campeonatos                         | Años subcampeonatos          |
| -------------- | ------- | ---------- | ---------------------------------------- | ---------------------------- |
| Roger Federer  | 7       | 1          | 2005, 2007, 2009, 2010, 2012, 2014, 2015 | 2017                         |
| Mats Wilander  | 4       | 1          | 1983, 1984, 1986, 1988                   | 1985                         |
| Novak Djokovic | 3       | 5          | 2018, 2020, 2023                         | 2008, 2009, 2011, 2012, 2015 |
| Pete Sampras   | 3       | 2          | 1992, 1997, 1999                         | 1991, 1998                   |
| Andre Agassi   | 3       | -          | 1995, 1996, 2004                         |                              |
| Stefan Edberg  | 2       | 4          | 1987, 1990                               | 1988, 1989, 1993, 1994       |
| Michael Chang  | 2       | 2          | 1993, 1994                               | 1995, 1996                   |
| Andy Roddick   | 2       | 1          | 2003, 2006                               | 2005                         |
| Andy Murray    | 2       | 1          | 2008, 2011                               | 2016                         |
| Harold Solomon | 2       | -          | 1977, 1980                               |                              |

### Femenino
| Jugadora          | Títulos | Subtítulos | Años campeonatos | Años subcampeonatos |
| ----------------- | ------- | ---------- | ---------------- | ------------------- |
| Serena Williams   | 2       | 1          | 2014, 2015       | 2013                |
| Victoria Azarenka | 2       | -          | 2013, 2020       |                     |